# Sophie Kleeberg
Sophie Kleeberg (ur. 30 maja 1990) – niemiecka lekkoatletka specjalizująca się w pchnięciu kulą. 
Na początku kariery zdobyła w 2007 brąz mistrzostw świata juniorek młodszych. Na mistrzostwach świata juniorów w Bydgoszczy (2008) była piąta, a w kolejnym sezonie zdobyła srebro juniorskich mistrzostw Europy. Szósta zawodniczka halowych mistrzostw Starego Kontynentu oraz Młodzieżowa wicemistrzyni Europy oraz srebrna medalistka uniwersjady z 2011. Uczestniczka zimowego pucharu Europy. 
Rekordy życiowe: stadion – 17,92 (15 lipca 2011, Ostrawa); hala – 17,63 (5 marca 2011, Paryż). 